# Liptovský Peter
Liptovský Peter este o comună slovacă, aflată în districtul Liptovský Mikuláš din regiunea Žilina. Localitatea se află la altitudinea de 668,7 m deasupra n.m., se întinde pe o suprafață de 6,12 km2 și în 2017 număra 1.340 de locuitori. Se învecinează cu Liptovský Hrádok, Podtureň, Uhorská Ves și Jamník.

## Istoric
Localitatea Liptovský Peter este atestată documentar din 1286.

## Demografie
| An:                | 1994 | 2004   | 2014   | 2024   |
| ------------------ | ---- | ------ | ------ | ------ |
| Număr de persoane: | 1389 | 1361   | 1370   | 1265   |
| Diferență:         |      | −2,01% | +0,66% | −7,66% |

| An:                | 2023 | 2024   |
| ------------------ | ---- | ------ |
| Număr de persoane: | 1280 | 1265   |
| Diferență:         |      | −1,17% |